# Overheidsmanagement (tijdschrift)
Overheidsmanagement was een maandblad dat sinds 1987 verscheen. Het vaktijdschrift verscheen 11 keer per jaar en richtte zich op de aandachtsgebieden financiën, strategie en bedrijfsvoering, kwaliteit, ICT en Human Resources. 
Sinds de zomer van 2006 was naast het tijdschrift tevens een website in het leven geroepen en verscheen onder de titel Overheidsmanagement ook een dagelijkse en een wekelijkse digitale nieuwsbrief.
Eind 2009 is de laatste Overheidsmanagement verschenen. Ook de website is niet meer bereikbaar.